# Fiesta (bài hát của Iz*One)
"Fiesta" là một bài hát của nhóm nhạc nữ Hàn Quốc–Nhật Bản Iz*One, được phát hành vào ngày 17 tháng 2 năm 2020 với vai trò là đĩa đơn từ album phòng thu đầu tay của nhóm, Bloom*Iz.

## Bối cảnh và phát hành
Sau khi Iz*One được công bố là sẽ phát hành album phòng thu đầu tay Bloom*Iz, danh sách bài hát của album được tiết lộ vào ngày 3 tháng 11 năm 2019, theo đó bài hát chủ đề có tên gọi "Fiesta". Tuy nhiên, nhóm đã tạm dừng hoạt động và việc phát hành album cũng bị hoãn lại sau khi vụ bê bối gian lận phiếu bầu của Mnet xảy ra, theo đó thứ hạng các thí sinh của chương trình thực tế sống còn Produce 48 đã được sắp xếp sẵn. Ngày 23 tháng 1 năm 2020, Iz*One được thông báo là sẽ quay trở lại hoạt động trong tháng 2 với việc phát hành Bloom*Iz và "Fiesta". Ngày 3 tháng 2, ngày phát hành mới của album và bài hát được công bố là ngày 17 tháng 2.

## Quảng bá
Iz*One biểu diễn "Fiesta" lần đầu tiên vào ngày 17 tháng 2 năm 2020 trong chương trình đặc biệt của Mnet. Nhóm bắt đầu biểu diễn bài hát trên các chương trình âm nhạc Hàn Quốc từ ngày 20 tháng 2. Bài hát giành được chiến thắng đầu tiên vào ngày 25 tháng 2 trên The Show.

## Bảng xếp hạng
| Bảng xếp hạng (2020)               | Thứ hạng cao nhất |
| ---------------------------------- | ----------------- |
| Nhật Bản (Japan Hot 100)           | 52                |
| Hàn Quốc (Gaon)                    | 3                 |
| Hàn Quốc (Kpop Hot 100)            | 2                 |
| World Digital Songs Mỹ (Billboard) | 13                |

## Giải thưởng

### Chương trình âm nhạc
| Chương trình              | Ngày                | Chú thích |
| ------------------------- | ------------------- | --------- |
| The Show (SBS MTV)        | 25 tháng 2 năm 2020 | [ 10 ]    |
| The Show (SBS MTV)        | 3 tháng 3 năm 2020  | [ 10 ]    |
| Show Champion (MBC Music) | 26 tháng 2 năm 2020 | [ 10 ]    |
| M Countdown (Mnet)        | 27 tháng 2 năm 2020 | [ 10 ]    |